# Saison 2022 de l'ATP
Cet article traite de la saison 2022 de tennis masculin. Pour la saison féminine, voir Saison 2022 de la WTA.
Pour des articles plus généraux, voir 2022 en tennis et ATP Tour.
Vainqueurs des tournois majeurs
Cet article rassemble les résultats des tournois de tennis masculin de la saison 2022. Celle-ci est constituée de 69 tournois individuels et 2 compétitions par équipes répartis en plusieurs catégories :
- 66 épreuves sont organisées par l'ATP : 
  - l'ATP Cup (compétition par équipes) ;
  - les Masters 1000, au nombre de 8 ;
  - les ATP 500, au nombre de 13 ;
  - les ATP 250, au nombre de 42 ;
  - les ATP Finals qui réunissent les huit meilleurs joueurs et paires au classement ATP Race en fin de saison ;
  - les Next Generation ATP Finals qui réunissent les huit meilleurs joueurs de moins de 21 ans au classement ATP Race en fin de saison ;
- 5 épreuves sont organisées par l'ITF :
  - les 4 tournois du Grand Chelem ;
  - la Coupe Davis (compétition par équipes).

Carlos Alcaraz, Marin Čilić, Juan Martín del Potro, Novak Djokovic, Daniil Medvedev, Andy Murray, Rafael Nadal, Dominic Thiem et Stanislas Wawrinka sont les joueurs en activité qui ont remporté au moins un tournoi du Grand Chelem en simple.

## Faits marquants
En raison de l'invasion de l'Ukraine par la Russie en février, les instances du tennis mondial, dont l'ATP, décident le 1er mars d'annuler le tournoi de Moscou, de suspendre les équipes russe et biélorusse des compétitions par équipe et d'accepter la participation des joueurs russes et biélorusses aux tournois, mais pas sous leur nationalité.
En raison des restrictions liées à la pandémie de Covid-19, les tournois en Chine (Masters de Shanghai, tournois de Chengdu, Zhuhai et Pékin) sont annulés pour la troisième année consécutive.
Le 20 mai, l'ATP, l'ITF et la WTA annoncent qu'aucun point ne sera accumulé pendant l'édition 2022 de Wimbledon, après que l'All England Club a refusé que les joueurs et joueuses russes et biélorusses participent au tournoi.

## Classements

### Évolution du top 10
| Rang | Nom                | Points |
| ---- | ------------------ | ------ |
| 1    | Novak Djokovic     | 11 540 |
| 2    | Daniil Medvedev    | 8 640  |
| 3    | Alexander Zverev   | 7 840  |
| 4    | Stéfanos Tsitsipás | 6 540  |
| 5    | Andrey Rublev      | 5 150  |
| 6    | Rafael Nadal       | 4 875  |
| 7    | Matteo Berrettini  | 4 568  |
| 8    | Casper Ruud        | 4 160  |
| 9    | Hubert Hurkacz     | 3 706  |
| 10   | Jannik Sinner      | 3 350  |

| Rang | Nom                   | Points |
| ---- | --------------------- | ------ |
| 1    | Mate Pavić            | 10 265 |
| 2    | Nikola Mektić         | 9 830  |
| 3    | Joe Salisbury         | 9 610  |
| 4    | Rajeev Ram            | 9 400  |
| 5    | Nicolas Mahut         | 7 735  |
| 6    | Horacio Zeballos      | 7 100  |
| 7    | Marcel Granollers     | 7 043  |
| 8    | Pierre-Hugues Herbert | 6 660  |
| 9    | Filip Polášek         | 6 460  |
| 10   | Juan Sebastián Cabal  | 5 525  |
| 10   | Robert Farah          | 5 525  |

| Rang | Nom                   | Points |
| ---- | --------------------- | ------ |
| 1    | Carlos Alcaraz        | 6 820  |
| 2    | Rafael Nadal          | 6 020  |
| 3    | Casper Ruud           | 5 820  |
| 4    | Stéfanos Tsitsipás    | 5 550  |
| 5    | Novak Djokovic        | 4 820  |
| 6    | Félix Auger-Aliassime | 4 195  |
| 7    | Daniil Medvedev       | 4 065  |
| 8    | Andrey Rublev         | 3 930  |
| 9    | Taylor Fritz          | 3 355  |
| 10   | Hubert Hurkacz        | 2 905  |

| Rang | Nom               | Points |
| ---- | ----------------- | ------ |
| 1    | Wesley Koolhof    | 7 850  |
| 1    | Neal Skupski      | 7 850  |
| 3    | Rajeev Ram        | 7 480  |
| 4    | Joe Salisbury     | 7 390  |
| 5    | Mate Pavić        | 5 325  |
| 6    | Marcelo Arévalo   | 5 230  |
| 6    | Jean-Julien Rojer | 5 230  |
| 8    | Nikola Mektić     | 5 120  |
| 9    | Ivan Dodig        | 4 210  |
| 10   | Austin Krajicek   | 4 205  |

### Statistiques du top 20
| Classement fin 2022 | Joueur                | Pays        | Points | Tournois joués | Classement fin 2021 | + élevé en 2022 | - élevé en 2022 | Évolution 2021-2022 |
| ------------------- | --------------------- | ----------- | ------ | -------------- | ------------------- | --------------- | --------------- | ------------------- |
| 1                   | Carlos Alcaraz        | Espagne     | 6 820  | 18             | 32                  | 1               | 33              | 31                  |
| 2                   | Rafael Nadal          | Espagne     | 6 020  | 12             | 6                   | 2               | 6               | 4                   |
| 3                   | Casper Ruud           | Norvège     | 5 820  | 24             | 8                   | 2               | 10              | 5                   |
| 4                   | Stéfanos Tsitsipás    | Grèce       | 5 550  | 25             | 4                   | 3               | 7               | =                   |
| 5                   | Novak Djokovic        | Serbie      | 4 820  | 11             | 1                   | 1               | 8               | 4                   |
| 6                   | Félix Auger-Aliassime | Canada      | 4 195  | 28             | 11                  | 6               | 13              | 5                   |
| 7                   | Daniil Medvedev       | Russie      | 4 065  | 19             | 2                   | 1               | 7               | 5                   |
| 8                   | Andrey Rublev         | Russie      | 3 930  | 23             | 5                   | 5               | 11              | 3                   |
| 9                   | Taylor Fritz          | États-Unis  | 3 355  | 22             | 23                  | 8               | 23              | 14                  |
| 10                  | Hubert Hurkacz        | Pologne     | 2 905  | 22             | 9                   | 9               | 14              | 1                   |
| 11                  | Holger Rune           | Danemark    | 2 888  | 31             | 103                 | 10              | 103             | 92                  |
| 12                  | Alexander Zverev      | Allemagne   | 2 700  | 12             | 3                   | 2               | 12              | 9                   |
| 13                  | Pablo Carreño Busta   | Espagne     | 2 495  | 26             | 20                  | 13              | 23              | 7                   |
| 14                  | Cameron Norrie        | Royaume-Uni | 2 445  | 25             | 12                  | 8               | 14              | 2                   |
| 15                  | Jannik Sinner         | Italie      | 2 410  | 19             | 10                  | 10              | 15              | 5                   |
| 16                  | Matteo Berrettini     | Italie      | 2 375  | 13             | 7                   | 6               | 16              | 9                   |
| 17                  | Marin Čilić           | Croatie     | 2 105  | 21             | 30                  | 13              | 30              | 13                  |
| 18                  | Denis Shapovalov      | Canada      | 2 075  | 25             | 14                  | 12              | 24              | 4                   |
| 19                  | Frances Tiafoe        | États-Unis  | 2 000  | 24             | 38                  | 17              | 38              | 19                  |
| 20                  | Karen Khachanov       | Russie      | 1 990  | 25             | 29                  | 18              | 31              | 9                   |

### Gains en tournois
| #  | Joueur                | Simple       | Double    | Total        |
| -- | --------------------- | ------------ | --------- | ------------ |
| 1  | Carlos Alcaraz        | 10 074 813 $ | 27,517 $  | 10 102 330 $ |
| 2  | Novak Djokovic        | 9 934 582 $  | 0 $       | 9 934 582 $  |
| 3  | Rafael Nadal          | 9 367 056 $  | 1,270 $   | 9 368 326 $  |
| 4  | Casper Ruud           | 8 114 552 $  | 12,274 $  | 8 126 816 $  |
| 5  | Stéfanos Tsitsipás    | 6 445 442 $  | 168,974 $ | 6 614 416 $  |
| 6  | Félix Auger-Aliassime | 4 772 592 $  | 78,700 $  | 4 801 292 $  |
| 7  | Andrey Rublev         | 4 543 247 $  | 123,707 $ | 4 666 954 $  |
| 8  | Taylor Fritz          | 4 489 807 $  | 80,674 $  | 4 570 481 $  |
| 9  | Daniil Medvedev       | 4 146 312 $  | 32,212 $  | 4 178 524 $  |
| 10 | Hubert Hurkacz        | 3 356 575 $  | 407,589 $ | 3 764 164 $  |

## Palmarès
| Grand Chelem     |
| ATP Finals       |
| ATP Masters 1000 |
| ATP 500          |
| ATP 250          |

### Simple
| No | Date       | Nom et lieu du tournoi                                        | Catégorie       | Dotation       | Surface      | Vainqueur             | Finaliste                   | Score                    |         |
| -- | ---------- | ------------------------------------------------------------- | --------------- | -------------- | ------------ | --------------------- | --------------------------- | ------------------------ | ------- |
| 1  | 03/01/2022 | Melbourne Summer Set, Melbourne                               | ATP 250         | 521 000 $      | Dur (ext.)   | Rafael Nadal          | Maxime Cressy               | 7-66, 6-3                | Tableau |
| 2  | 03/01/2022 | Adelaide International 1, Adélaïde                            | ATP 250         | 416 800 $      | Dur (ext.)   | Gaël Monfils          | Karen Khachanov             | 6-4, 6-4                 | Tableau |
| 3  | 10/01/2022 | Sydney Tennis Classic, Sydney                                 | ATP 250         | 521 000 $      | Dur (ext.)   | Aslan Karatsev        | Andy Murray                 | 6-3, 6-3                 | Tableau |
| 4  | 10/01/2022 | Adelaide International 2, Adélaïde                            | ATP 250         | 430 530 $      | Dur (ext.)   | Thanasi Kokkinakis    | Arthur Rinderknech          | 6-7, 7-65, 6-3           | Tableau |
| 5  | 17/01/2022 | Australian Open, Melbourne                                    | G. Chelem       | 33 784 200 AU$ | Dur (ext.)   | Rafael Nadal          | Daniil Medvedev             | 2-6, 65-7, 6-4, 6-4, 7-5 | Tableau |
| 6  | 31/01/2022 | Córdoba Open, Córdoba                                         | ATP 250         | 430 530 $      | Terre (ext.) | Albert Ramos-Viñolas  | Alejandro Tabilo            | 4-6, 6-3, 6-4            | Tableau |
| 7  | 31/01/2022 | Tata Open Maharashtra, Pune                                   | ATP 250         | 430 530 $      | Dur (ext.)   | João Sousa            | Emil Ruusuvuori             | 7-69, 4-6, 6-1           | Tableau |
| 8  | 31/01/2022 | Open Sud de France, Montpellier                               | ATP 250         | 427 645 €      | Dur (int.)   | Alexander Bublik      | Alexander Zverev            | 6-4, 6-3                 | Tableau |
| 9  | 07/02/2022 | ABN AMRO World Tennis Tournament, Rotterdam                   | ATP 500         | 1 208 315 €    | Dur (int.)   | Félix Auger-Aliassime | Stéfanos Tsitsipás          | 6-4, 6-2                 | Tableau |
| 10 | 07/02/2022 | Dallas Open, Dallas                                           | ATP 250         | 708 530 $      | Dur (int.)   | Reilly Opelka         | Jenson Brooksby             | 7-65, 7-63               | Tableau |
| 11 | 07/02/2022 | Argentina Open, Buenos Aires                                  | ATP 250         | 602 250 $      | Terre (ext.) | Casper Ruud           | Diego Schwartzman           | 5-7, 6-2, 6-3            | Tableau |
| 12 | 14/02/2022 | Rio Open presented by Claro, Rio de Janeiro                   | ATP 500         | 1 660 290 $    | Terre (ext.) | Carlos Alcaraz        | Diego Schwartzman           | 6-4, 6-2                 | Tableau |
| 13 | 14/02/2022 | Qatar Exxonmobil Open, Doha                                   | ATP 250         | 1 071 030 $    | Dur (ext.)   | Roberto Bautista-Agut | Nikoloz Basilashvili        | 6-3, 6-4                 | Tableau |
| 14 | 14/02/2022 | Delray Beach Open by Vitacost.com, Delray Beach               | ATP 250         | 593 895 $      | Dur (ext.)   | Cameron Norrie        | Reilly Opelka               | 7-61, 7-64               | Tableau |
| 15 | 14/02/2022 | Open 13 Provence, Marseille                                   | ATP 250         | 545 200 €      | Dur (int.)   | Andrey Rublev         | Félix Auger-Aliassime       | 7-5, 7-64                | Tableau |
| 16 | 21/02/2022 | Dubai Duty Free Tennis Championships, Dubaï                   | ATP 500         | 2 794 840 $    | Dur (ext.)   | Andrey Rublev         | Jiří Veselý                 | 6-3, 6-4                 | Tableau |
| 17 | 21/02/2022 | Abierto Mexicano Telcel por HSBC, Acapulco                    | ATP 500         | 1 678 065 $    | Dur (ext.)   | Rafael Nadal          | Cameron Norrie              | 6-4, 6-4                 | Tableau |
| 18 | 21/02/2022 | Chile Dove Men+Care Open, Santiago                            | ATP 250         | 475 960 $      | Terre (ext.) | Pedro Martínez        | Sebastián Báez              | 4-6, 6-4, 6-4            | Tableau |
| 19 | 10/03/2022 | BNP Paribas Open, Indian Wells                                | Masters 1000    | 8 584 055 $    | Dur (ext.)   | Taylor Fritz          | Rafael Nadal                | 6-3, 7-65                | Tableau |
| 20 | 23/03/2022 | Miami Open presented by Itaú, Miami                           | Masters 1000    | 8 584 055 $    | Dur (ext.)   | Carlos Alcaraz        | Casper Ruud                 | 7-5, 6-4                 | Tableau |
| 21 | 04/04/2022 | Fayez Sarofim & Co. US Men's Clay Court Championship, Houston | ATP 250         | 594 950 $      | Terre (ext.) | Reilly Opelka         | John Isner                  | 6-3, 7-67                | Tableau |
| 22 | 04/04/2022 | Grand Prix Hassan II, Marrakech                               | ATP 250         | 534 555 €      | Terre (ext.) | David Goffin          | Alex Molčan                 | 3-6, 6-3, 6-3            | Tableau |
| 23 | 10/04/2022 | Rolex Monte-Carlo Masters, Monte-Carlo                        | Masters 1000    | 5 415 410 €    | Terre (ext.) | Stéfanos Tsitsipás    | Alejandro Davidovich Fokina | 6-3, 7-63                | Tableau |
| 24 | 18/04/2022 | Barcelona Open Banc Sabadell, Barcelone                       | ATP 500         | 2 661 825 €    | Terre (ext.) | Carlos Alcaraz        | Pablo Carreño Busta         | 6-3, 6-2                 | Tableau |
| 25 | 18/04/2022 | Serbia Open, Belgrade                                         | ATP 250         | 534 555 €      | Terre (ext.) | Andrey Rublev         | Novak Djokovic              | 6-2, 64-7, 6-0           | Tableau |
| 26 | 25/04/2022 | Millennium Estoril Open, Estoril                              | ATP 250         | 534 555 €      | Terre (ext.) | Sebastián Báez        | Frances Tiafoe              | 6-3, 6-2                 | Tableau |
| 27 | 25/04/2022 | BMW Open by American Express, Munich                          | ATP 250         | 534 555 €      | Terre (ext.) | Holger Rune           | Botic van de Zandschulp     | 3-4 ab.                  | Tableau |
| 28 | 01/05/2022 | Mutua Madrid Open, Madrid                                     | Masters 1000    | 6 744 165 €    | Terre (ext.) | Carlos Alcaraz        | Alexander Zverev            | 6-3, 6-1                 | Tableau |
| 29 | 08/05/2022 | Internazionali BNL d'Italia, Rome                             | Masters 1000    | 5 415 410 €    | Terre (ext.) | Novak Djokovic        | Stéfanos Tsitsipás          | 6-0, 7-65                | Tableau |
| 30 | 15/05/2022 | Gonet Geneva Open, Genève                                     | ATP 250         | 534 555 €      | Terre (ext.) | Casper Ruud           | João Sousa                  | 7-63, 4-6, 7-61          | Tableau |
| 31 | 15/05/2022 | Open Parc Auvergne-Rhône-Alpes Lyon, Lyon                     | ATP 250         | 534 555 €      | Terre (ext.) | Cameron Norrie        | Alex Molčan                 | 6-3, 63-7, 6-1           | Tableau |
| 32 | 22/05/2022 | Roland-Garros, Paris                                          | G. Chelem       | 21 256 800 €   | Terre (ext.) | Rafael Nadal          | Casper Ruud                 | 6-3, 6-3, 6-0            | Tableau |
| 33 | 06/06/2022 | Libema Open, Bois-le-Duc                                      | ATP 250         | 648 130 €      | Gazon (ext.) | Tim van Rijthoven     | Daniil Medvedev             | 6-4, 6-1                 | Tableau |
| 34 | 06/06/2022 | Boss Open, Stuttgart                                          | ATP 250         | 692 235 €      | Gazon (ext.) | Matteo Berrettini     | Andy Murray                 | 6-4, 5-7, 6-3            | Tableau |
| 35 | 13/06/2022 | Terra Wortmann Open, Halle                                    | ATP 500         | 2 134 520 €    | Gazon (ext.) | Hubert Hurkacz        | Daniil Medvedev             | 6-1, 6-4                 | Tableau |
| 36 | 13/06/2022 | Cinch Championships, Londres                                  | ATP 500         | 2 134 520 €    | Gazon (ext.) | Matteo Berrettini     | Filip Krajinović            | 7-5, 6-4                 | Tableau |
| 37 | 19/06/2022 | Mallorca Championships, Majorque                              | ATP 250         | 886 500 €      | Gazon (ext.) | Stéfanos Tsitsipás    | Roberto Bautista-Agut       | 6-4, 3-6, 7-62           | Tableau |
| 38 | 20/06/2022 | Rothesay International, Eastbourne                            | ATP 250         | 697 405 €      | Gazon (ext.) | Taylor Fritz          | Maxime Cressy               | 6-2, 64-7, 7-64          | Tableau |
| 39 | 27/06/2022 | The Championships, Wimbledon                                  | G. Chelem       | 18 652 000 £   | Gazon (ext.) | Novak Djokovic        | Nick Kyrgios                | 4-6, 6-3, 6-4, 7-63      | Tableau |
| 40 | 11/07/2022 | Hall of Fame Open, Newport                                    | ATP 250         | 594 950 $      | Gazon (ext.) | Maxime Cressy         | Alexander Bublik            | 2-6, 6-3, 7-63           | Tableau |
| 41 | 11/07/2022 | Nordea Open, Båstad                                           | ATP 250         | 534 555 €      | Terre (ext.) | Francisco Cerúndolo   | Sebastián Báez              | 7-64, 6-2                | Tableau |
| 42 | 18/07/2022 | Hamburg European Open, Hambourg                               | ATP 500         | 1 770 865 €    | Terre (ext.) | Lorenzo Musetti       | Carlos Alcaraz              | 6-4, 66-7, 6-4           | Tableau |
| 43 | 18/07/2022 | EFG Swiss Open Gstaad, Gstaad                                 | ATP 250         | 534 555 €      | Terre (ext.) | Casper Ruud           | Matteo Berrettini           | 4-6, 7-64, 6-2           | Tableau |
| 44 | 25/07/2022 | Atlanta Open, Atlanta                                         | ATP 250         | 708 530 $      | Dur (ext.)   | Alex de Minaur        | Jenson Brooksby             | 6-3, 6-3                 | Tableau |
| 45 | 25/07/2022 | Generali Open, Kitzbühel                                      | ATP 250         | 534 555 €      | Terre (ext.) | Roberto Bautista-Agut | Filip Misolic               | 6-2, 6-2                 | Tableau |
| 46 | 25/07/2022 | Plava Laguna Croatia Open Umag, Umag                          | ATP 250         | 534 555 €      | Terre (ext.) | Jannik Sinner         | Carlos Alcaraz              | 65-7, 6-1, 6-1           | Tableau |
| 47 | 01/08/2022 | Citi Open, Washington D.C.                                    | ATP 500         | 1 953 285 $    | Dur (ext.)   | Nick Kyrgios          | Yoshihito Nishioka          | 6-4, 6-3                 | Tableau |
| 48 | 01/08/2022 | Abierto de Tenis Mifel, Cabo San Lucas                        | ATP 250         | 822 110 $      | Dur (ext.)   | Daniil Medvedev       | Cameron Norrie              | 7-5, 6-0                 | Tableau |
| 49 | 08/08/2022 | National Bank Open Presented by Rogers, Montréal              | Masters 1000    | 5 926 545 $    | Dur (ext.)   | Pablo Carreño Busta   | Hubert Hurkacz              | 3-6, 6-3, 6-3            | Tableau |
| 50 | 14/08/2022 | Western & Southern Open, Cincinnati                           | Masters 1000    | 6 280 880 $    | Dur (ext.)   | Borna Ćorić           | Stéfanos Tsitsipás          | 7-60, 6-2                | Tableau |
| 51 | 21/08/2022 | Winston-Salem Open, Winston-Salem                             | ATP 250         | 731 935 $      | Dur (ext.)   | Adrian Mannarino      | Laslo Djere                 | 7-61, 6-4                | Tableau |
| 52 | 29/08/2022 | US Open, Flushing Meadows                                     | G. Chelem       | 27 915 200 $   | Dur (ext.)   | Carlos Alcaraz        | Casper Ruud                 | 6-4, 2-6, 7-61, 6-3      | Tableau |
| 53 | 19/09/2022 | San Diego Open, San Diego                                     | ATP 250         | 612 000 $      | Dur (ext.)   | Brandon Nakashima     | Marcos Giron                | 6-4, 6-4                 | Tableau |
| 54 | 19/09/2022 | Moselle Open, Metz                                            | ATP 250         | 534 555 €      | Dur (int.)   | Lorenzo Sonego        | Alexander Bublik            | 7-63, 6-2                | Tableau |
| 55 | 26/09/2022 | Eugene Korea Open Tennis Championships, Séoul                 | ATP 250         | 1 117 930 $    | Dur (ext.)   | Yoshihito Nishioka    | Denis Shapovalov            | 6-4, 7-65                | Tableau |
| 56 | 26/09/2022 | Tel Aviv Watergen Open, Tel Aviv                              | ATP 250         | 949 475 $      | Dur (int.)   | Novak Djokovic        | Marin Čilić                 | 6-3, 6-4                 | Tableau |
| 57 | 26/09/2022 | Sofia Open, Sofia                                             | ATP 250         | 534 555 €      | Dur (int.)   | Marc-Andrea Hüsler    | Holger Rune                 | 6-4, 7-68                | Tableau |
| 58 | 03/10/2022 | Rakuten Japan Open Tennis Championships, Tokyo                | ATP 500         | 1 953 285 $    | Dur (ext.)   | Taylor Fritz          | Frances Tiafoe              | 7-63, 7-62               | Tableau |
| 59 | 03/10/2022 | Astana Open, Astana                                           | ATP 500         | 1 900 000 $    | Dur (int.)   | Novak Djokovic        | Stéfanos Tsitsipás          | 6-3, 6-4                 | Tableau |
| 60 | 10/10/2022 | Gijon Open, Gijón                                             | ATP 250         | 612 000 €      | Dur (int.)   | Andrey Rublev         | Sebastian Korda             | 6-2, 6-3                 | Tableau |
| 61 | 10/10/2022 | UniCredit Firenze Open, Florence                              | ATP 250         | 612 000 €      | Dur (int.)   | Félix Auger-Aliassime | Jeffrey John Wolf           | 6-4, 6-4                 | Tableau |
| 62 | 17/10/2022 | European Open, Anvers                                         | ATP 250         | 648 130 €      | Dur (int.)   | Félix Auger-Aliassime | Sebastian Korda             | 6-3, 6-4                 | Tableau |
| 63 | 17/10/2022 | Stockholm Open, Stockholm                                     | ATP 250         | 648 130 €      | Dur (int.)   | Holger Rune           | Stéfanos Tsitsipás          | 6-4, 6-4                 | Tableau |
| 64 | 17/10/2022 | Tennis Napoli Cup, Naples                                     | ATP 250         | 612 000 €      | Dur (ext.)   | Lorenzo Musetti       | Matteo Berrettini           | 7-65, 6-2                | Tableau |
| 65 | 24/10/2022 | Erste Bank Open, Vienne                                       | ATP 500         | 2 349 180 €    | Dur (int.)   | Daniil Medvedev       | Denis Shapovalov            | 4-6, 6-3, 6-2            | Tableau |
| 66 | 24/10/2022 | Swiss Indoors Basel, Bâle                                     | ATP 500         | 2 135 350 €    | Dur (int.)   | Félix Auger-Aliassime | Holger Rune                 | 6-3, 7-5                 | Tableau |
| 67 | 31/10/2022 | Rolex Paris Masters, Paris                                    | Masters 1000    | 5 415 410 €    | Dur (int.)   | Holger Rune           | Novak Djokovic              | 3-6, 6-3, 7-5            | Tableau |
| 68 | 08/11/2022 | Intesa Sanpaolo Next Gen ATP Finals, Milan                    | Next Gen Finals | 1 400 000 $    | Dur (int.)   | Brandon Nakashima     | Jiří Lehečka                | 4-35, 4-36, 4-2          | Tableau |
| 69 | 13/11/2022 | Nitto ATP Finals, Turin                                       | Masters         | 14 750 000 $   | Dur (int.)   | Novak Djokovic        | Casper Ruud                 | 7-5, 6-3                 | Tableau |

### Double
| No | Date       | Nom et lieu du tournoi                                       | Catégorie    | Dotation       | Surface      | Vainqueurs                                | Finalistes                                   | Score                      |         |
| -- | ---------- | ------------------------------------------------------------ | ------------ | -------------- | ------------ | ----------------------------------------- | -------------------------------------------- | -------------------------- | ------- |
| 1  | 03/01/2022 | Adelaide International 1 Adélaïde                            | ATP 250      | 416 800 $      | Dur (ext.)   | Rohan Bopanna Ramkumar Ramanathan         | Ivan Dodig Marcelo Melo                      | 7-66, 6-1                  | Tableau |
| 2  | 04/01/2022 | Melbourne Summer Set Melbourne                               | ATP 250      | 521 000 $      | Dur (ext.)   | Wesley Koolhof Neal Skupski               | Aleksandr Nedovyesov Aisam-Ul-Haq Qureshi    | 6-4, 6-4                   | Tableau |
| 3  | 10/01/2022 | Adelaide International 2 Adélaïde                            | ATP 250      | 430 530 $      | Dur (ext.)   | Wesley Koolhof Neal Skupski               | Ariel Behar Gonzalo Escobar                  | 7-65, 6-4                  | Tableau |
| 4  | 10/01/2022 | Sydney Tennis Classic Sydney                                 | ATP 250      | 521 000 $      | Dur (ext.)   | John Peers Filip Polášek                  | Simone Bolelli Fabio Fognini                 | 7-5, 7-5                   | Tableau |
| 5  | 17/01/2022 | Australian Open Melbourne                                    | G. Chelem    | 33 784 200 AU$ | Dur (ext.)   | Thanasi Kokkinakis Nick Kyrgios           | Matthew Ebden Max Purcell                    | 7-5, 6-4                   | Tableau |
| 6  | 31/01/2022 | Córdoba Open Córdoba                                         | ATP 250      | 430 530 $      | Terre (ext.) | Santiago González Andrés Molteni          | Andrej Martin Tristan-Samuel Weissborn       | 7-5, 6-3                   | Tableau |
| 7  | 31/01/2022 | Tata Open Maharashtra Pune                                   | ATP 250      | 430 530 $      | Dur (ext.)   | Rohan Bopanna Ramkumar Ramanathan         | Luke Saville John-Patrick Smith              | 610-7, 6-3, [10-6]         | Tableau |
| 8  | 31/01/2022 | Open Sud de France Montpellier                               | ATP 250      | 427 645 €      | Dur (int.)   | Pierre-Hugues Herbert Nicolas Mahut       | Lloyd Glasspool Harri Heliövaara             | 4-6, 7-63, [12-10]         | Tableau |
| 9  | 07/02/2022 | ABN AMRO World Tennis Tournament Rotterdam                   | ATP 500      | 1 208 315 €    | Dur (int.)   | Robin Haase Matwé Middelkoop              | Lloyd Harris Tim Pütz                        | 4-6, 7-65, [10-5]          | Tableau |
| 10 | 07/02/2022 | Dallas Open Dallas                                           | ATP 250      | 708 530 $      | Dur (int.)   | Marcelo Arévalo Jean-Julien Rojer         | Lloyd Glasspool Harri Heliövaara             | 7-64, 6-4                  | Tableau |
| 11 | 07/02/2022 | Argentina Open Buenos Aires                                  | ATP 250      | 602 250 $      | Terre (ext.) | Santiago González Andrés Molteni          | Fabio Fognini Horacio Zeballos               | 6-1, 6-1                   | Tableau |
| 12 | 14/02/2022 | Rio Open presented by Claro Rio de Janeiro                   | ATP 500      | 1 660 290 $    | Terre (ext.) | Simone Bolelli Fabio Fognini              | Jamie Murray Bruno Soares                    | 7-5, 62-7, [10-6]          | Tableau |
| 13 | 14/02/2022 | Qatar Exxonmobil Open Doha                                   | ATP 250      | 1 071 030 $    | Dur (ext.)   | Wesley Koolhof Neal Skupski               | Rohan Bopanna Denis Shapovalov               | 7-64, 6-1                  | Tableau |
| 14 | 14/02/2022 | Delray Beach Open by Vitacost.com Delray Beach               | ATP 250      | 593 895 $      | Dur (ext.)   | Marcelo Arévalo Jean-Julien Rojer         | Aleksandr Nedovyesov Aisam-Ul-Haq Qureshi    | 6-2, 65-7, [10-4]          | Tableau |
| 15 | 14/02/2022 | Open 13 Provence Marseille                                   | ATP 250      | 545 200 €      | Dur (int.)   | Denys Molchanov Andrey Rublev             | Raven Klaasen Ben McLachlan                  | 4-6, 7-5, [10-7]           | Tableau |
| 16 | 21/02/2022 | Dubai Duty Free Tennis Championships Dubaï                   | ATP 500      | 2 794 840 $    | Dur (ext.)   | Tim Pütz Michael Venus                    | Nikola Mektić Mate Pavić                     | 6-3, 65-7, [16-14]         | Tableau |
| 17 | 21/02/2022 | Abierto Mexicano Telcel por HSBC Acapulco                    | ATP 500      | 1 678 065 $    | Dur (ext.)   | Feliciano López Stéfanos Tsitsipás        | Marcelo Arévalo Jean-Julien Rojer            | 7-5, 6-4                   | Tableau |
| 18 | 21/02/2022 | Chile Dove Men+Care Open Santiago                            | ATP 250      | 475 960 $      | Terre (ext.) | Rafael Matos Felipe Meligeni Alves        | André Göransson Nathaniel Lammons            | 7-68, 7-63                 | Tableau |
| 19 | 10/03/2022 | BNP Paribas Open Indian Wells                                | Masters 1000 | 8 584 055 $    | Dur (ext.)   | John Isner Jack Sock                      | Santiago González Édouard Roger-Vasselin     | 7-64, 6-3                  | Tableau |
| 20 | 23/03/2022 | Miami Open presented by Itaú Miami                           | Masters 1000 | 8 584 055 $    | Dur (ext.)   | Hubert Hurkacz John Isner                 | Wesley Koolhof Neal Skupski                  | 7-65, 6-4                  | Tableau |
| 21 | 04/04/2022 | Fayez Sarofim & Co. US Men's Clay Court Championship Houston | ATP 250      | 594 950 $      | Terre (ext.) | Matthew Ebden Max Purcell                 | Ivan Sabanov Matej Sabanov                   | 6-3, 6-3                   | Tableau |
| 22 | 04/04/2022 | Grand Prix Hassan II Marrakech                               | ATP 250      | 534 555 €      | Terre (ext.) | Rafael Matos David Vega Hernández         | Andrea Vavassori Jan Zieliński               | 6-1, 7-5                   | Tableau |
| 23 | 10/04/2022 | Rolex Monte-Carlo Masters Monte-Carlo                        | Masters 1000 | 5 415 410 €    | Terre (ext.) | Rajeev Ram Joe Salisbury                  | Juan Sebastián Cabal Robert Farah            | 6-4, 3-6, [10-7]           | Tableau |
| 24 | 18/04/2022 | Barcelona Open Banc Sabadell Barcelone                       | ATP 500      | 2 661 825 €    | Terre (ext.) | Kevin Krawietz Andreas Mies               | Wesley Koolhof Neal Skupski                  | 63-7, 7-65, [10-6]         | Tableau |
| 25 | 18/04/2022 | Serbia Open Belgrade                                         | ATP 250      | 534 555 €      | Terre (ext.) | Ariel Behar Gonzalo Escobar               | Nikola Mektić Mate Pavić                     | 6-2, 3-6, [10-7]           | Tableau |
| 26 | 25/04/2022 | Millennium Estoril Open Estoril                              | ATP 250      | 534 555 €      | Terre (ext.) | Nuno Borges Francisco Cabral              | Máximo González André Göransson              | 6-2, 6-3                   | Tableau |
| 27 | 25/04/2022 | BMW Open by American Express Munich                          | ATP 250      | 534 555 €      | Terre (ext.) | Kevin Krawietz Andreas Mies               | Rafael Matos David Vega Hernández            | 4-6, 6-4, [10-7]           | Tableau |
| 28 | 01/05/2022 | Mutua Madrid Open Madrid                                     | Masters 1000 | 6 744 165 €    | Terre (ext.) | Wesley Koolhof Neal Skupski               | Juan Sebastián Cabal Robert Farah            | 64-7, 6-4, [10-5]          | Tableau |
| 29 | 08/05/2022 | Internazionali BNL d'Italia Rome                             | Masters 1000 | 5 415 410 €    | Terre (ext.) | Nikola Mektić Mate Pavić                  | John Isner Diego Schwartzman                 | 6-2, 66-7, [12-10]         | Tableau |
| 30 | 15/05/2022 | Gonet Geneva Open Genève                                     | ATP 250      | 534 555 €      | Terre (ext.) | Nikola Mektić Mate Pavić                  | Pablo Andújar Matwé Middelkoop               | 2-6, 6-2, [10-3]           | Tableau |
| 31 | 15/05/2022 | Open Parc Auvergne-Rhône-Alpes Lyon Lyon                     | ATP 250      | 534 555 €      | Terre (ext.) | Ivan Dodig Austin Krajicek                | Máximo González Marcelo Melo                 | 6-3, 6-4                   | Tableau |
| 32 | 22/05/2022 | Roland-Garros Paris                                          | G. Chelem    | 21 256 800 €   | Terre (ext.) | Marcelo Arévalo Jean-Julien Rojer         | Ivan Dodig Austin Krajicek                   | 64-7, 7-65, 6-3            | Tableau |
| 33 | 06/06/2022 | Libema Open Bois-le-Duc                                      | ATP 250      | 648 130 €      | Gazon (ext.) | Wesley Koolhof Neal Skupski               | Matthew Ebden Max Purcell                    | 4-6, 7-5, [10-6]           | Tableau |
| 34 | 06/06/2022 | Boss Open Stuttgart                                          | ATP 250      | 692 235 €      | Gazon (ext.) | Hubert Hurkacz Mate Pavić                 | Tim Pütz Michael Venus                       | 7-63, 7-65                 | Tableau |
| 35 | 13/06/2022 | Terra Wortmann Open Halle                                    | ATP 500      | 2 134 520 €    | Gazon (ext.) | Marcel Granollers Horacio Zeballos        | Tim Pütz Michael Venus                       | 6-4, 65-7, [14-12]         | Tableau |
| 36 | 13/06/2022 | Cinch Championships Londres                                  | ATP 500      | 2 134 520 €    | Gazon (ext.) | Nikola Mektić Mate Pavić                  | Lloyd Glasspool Harri Heliövaara             | 3-6, 7-63, [10-6]          | Tableau |
| 37 | 19/06/2022 | Mallorca Championships Majorque                              | ATP 250      | 886 500 €      | Gazon (ext.) | Rafael Matos David Vega Hernández         | Ariel Behar Gonzalo Escobar                  | 7-65, 66-7, [10-1]         | Tableau |
| 38 | 20/06/2022 | Rothesay International Eastbourne                            | ATP 250      | 697 405 €      | Gazon (ext.) | Nikola Mektić Mate Pavić                  | Matwé Middelkoop Luke Saville                | 6-4, 6-2                   | Tableau |
| 39 | 27/06/2022 | The Championships Wimbledon                                  | G. Chelem    | 18 652 000 £   | Gazon (ext.) | Matthew Ebden Max Purcell                 | Nikola Mektić Mate Pavić                     | 7-65, 63-7, 4-6, 6-4, 7-62 | Tableau |
| 40 | 11/07/2022 | Nordea Open Båstad                                           | ATP 250      | 534 555 €      | Terre (ext.) | Rafael Matos David Vega Hernández         | Simone Bolelli Fabio Fognini                 | 6-4, 3-6, [13-11]          | Tableau |
| 41 | 11/07/2022 | Hall of Fame Open Newport                                    | ATP 250      | 594 650 $      | Gazon (ext.) | William Blumberg Steve Johnson            | Raven Klaasen Marcelo Melo                   | 6-4, 7-5                   | Tableau |
| 42 | 18/07/2022 | Hamburg European Open Hambourg                               | ATP 500      | 1 770 865 €    | Terre (ext.) | Lloyd Glasspool Harri Heliövaara          | Rohan Bopanna Matwé Middelkoop               | 6-2, 6-4                   | Tableau |
| 43 | 18/07/2022 | EFG Swiss Open Gstaad Gstaad                                 | ATP 250      | 534 555 €      | Terre (ext.) | Tomislav Brkić Francisco Cabral           | Robin Haase Philipp Oswald                   | 6-4, 6-4                   | Tableau |
| 44 | 25/07/2022 | Atlanta Open Atlanta                                         | ATP 250      | 708 530 $      | Dur (ext.)   | Thanasi Kokkinakis Nick Kyrgios           | Jason Kubler John Peers                      | 7-64, 7-5                  | Tableau |
| 45 | 25/07/2022 | Generali Open Kitzbühel                                      | ATP 250      | 534 555 €      | Terre (ext.) | Pedro Martínez Lorenzo Sonego             | Tim Pütz Michael Venus                       | 5-7, 6-4, [10-8]           | Tableau |
| 46 | 25/07/2022 | Plava Laguna Croatia Open Umag Umag                          | ATP 250      | 534 555 €      | Terre (ext.) | Simone Bolelli Fabio Fognini              | Lloyd Glasspool Harri Heliövaara             | 5-7, 7-66, [10-7]          | Tableau |
| 47 | 01/08/2022 | Citi Open Washington D.C.                                    | ATP 500      | 1 953 285 $    | Dur (ext.)   | Nick Kyrgios Jack Sock                    | Ivan Dodig Austin Krajicek                   | 7-5, 6-4                   | Tableau |
| 48 | 01/08/2022 | Abierto de Tenis Mifel Cabo San Lucas                        | ATP 250      | 822 110 $      | Dur (ext.)   | William Blumberg Miomir Kecmanović        | Raven Klaasen Marcelo Melo                   | 6-0, 6-1                   | Tableau |
| 49 | 08/08/2022 | National Bank Open Presented by Rogers Montréal              | Masters 1000 | 5 926 545 $    | Dur (ext.)   | Wesley Koolhof Neal Skupski               | Daniel Evans John Peers                      | 6-2, 4-6, [10-6]           | Tableau |
| 50 | 14/08/2022 | Western & Southern Open Cincinnati                           | Masters 1000 | 6 280 880 $    | Dur (ext.)   | Rajeev Ram Joe Salisbury                  | Tim Pütz Michael Venus                       | 7-64, 7-65                 | Tableau |
| 51 | 21/08/2022 | Winston-Salem Open Winston-Salem                             | ATP 250      | 731 935 $      | Dur (ext.)   | Matthew Ebden Jamie Murray                | Hugo Nys Jan Zieliński                       | 6-4, 6-2                   | Tableau |
| 52 | 29/08/2022 | US Open Flushing Meadows                                     | G. Chelem    | 27 915 200 $   | Dur (ext.)   | Rajeev Ram Joe Salisbury                  | Wesley Koolhof Neal Skupski                  | 7-64, 7-5                  | Tableau |
| 53 | 19/09/2022 | Moselle Open Metz                                            | ATP 250      | 534 555 €      | Dur (int.)   | Hugo Nys Jan Zieliński                    | Lloyd Glasspool Harri Heliövaara             | 7-65, 6-4                  | Tableau |
| 54 | 19/09/2022 | San Diego Open San Diego                                     | ATP 250      | 612 000 $      | Dur (ext.)   | Nathaniel Lammons Jackson Withrow         | Jason Kubler Luke Saville                    | 7-65, 6-2                  | Tableau |
| 55 | 26/09/2022 | Eugene Korea Open Tennis Championships Séoul                 | ATP 250      | 1 117 930 $    | Dur (ext.)   | Raven Klaasen Nathaniel Lammons           | Nicolás Barrientos Miguel Ángel Reyes-Varela | 6-1, 7-5                   | Tableau |
| 56 | 26/09/2022 | Sofia Open Sofia                                             | ATP 250      | 534 555 €      | Dur (int.)   | Rafael Matos David Vega Hernández         | Fabian Fallert Oscar Otte                    | 3-6, 7-5, [10-8]           | Tableau |
| 57 | 26/09/2022 | Tel Aviv Watergen Open Tel Aviv                              | ATP 250      | 949 475 $      | Dur (int.)   | Rohan Bopanna Matwé Middelkoop            | Santiago González Andrés Molteni             | 6-2, 6-4                   | Tableau |
| 58 | 03/10/2022 | Astana Open Astana                                           | ATP 500      | 1 900 000 $    | Dur (int.)   | Nikola Mektić Mate Pavić                  | Adrian Mannarino Fabrice Martin              | 6-4, 6-2                   | Tableau |
| 59 | 03/10/2022 | Rakuten Japan Open Tennis Championships Tokyo                | ATP 500      | 1 953 285 $    | Dur (ext.)   | Mackenzie McDonald Marcelo Melo           | Rafael Matos David Vega Hernández            | 6-4, 3-6, [10-4]           | Tableau |
| 60 | 10/10/2022 | Gijon Open Gijón                                             | ATP 250      | 612 000 €      | Dur (int.)   | Máximo González Andrés Molteni            | Nathaniel Lammons Jackson Withrow            | 6-7, 7-64, [10-5]          | Tableau |
| 61 | 10/10/2022 | UniCredit Firenze Open Florence                              | ATP 250      | 612 000 €      | Dur (int.)   | Nicolas Mahut Édouard Roger-Vasselin      | Ivan Dodig Austin Krajicek                   | 7-64, 6-3                  | Tableau |
| 62 | 17/10/2022 | European Open Anvers                                         | ATP 250      | 648 130 €      | Dur (int.)   | Tallon Griekspoor Botic van de Zandschulp | Rohan Bopanna Matwé Middelkoop               | 3-6, 6-3, [10-5]           | Tableau |
| 63 | 17/10/2022 | Stockholm Open Stockholm                                     | ATP 250      | 648 130 €      | Dur (int.)   | Marcelo Arévalo Jean-Julien Rojer         | Lloyd Glasspool Harri Heliövaara             | 6-3, 6-3                   | Tableau |
| 64 | 17/10/2022 | Tennis Napoli Cup Naples                                     | ATP 250      | 612 000 €      | Dur (ext.)   | Ivan Dodig Austin Krajicek                | Matthew Ebden John Peers                     | 6-3, 1-6, [10-8]           | Tableau |
| 65 | 24/10/2022 | Erste Bank Open Vienne                                       | ATP 500      | 2 349 180 €    | Dur (int.)   | Alexander Erler Lucas Miedler             | Santiago González Andrés Molteni             | 6-3, 7-61                  | Tableau |
| 66 | 24/10/2022 | Swiss Indoors Basel Bâle                                     | ATP 500      | 2 135 350 €    | Dur (int.)   | Ivan Dodig Austin Krajicek                | Nicolas Mahut Édouard Roger-Vasselin         | 6-4, 7-65                  | Tableau |
| 67 | 31/10/2022 | Rolex Paris Masters Paris                                    | Masters 1000 | 5 415 410 €    | Dur (int.)   | Wesley Koolhof Neal Skupski               | Ivan Dodig Austin Krajicek                   | 7-65, 6-4                  | Tableau |
| 68 | 13/11/2022 | Nitto ATP Finals Turin                                       | Masters      | 14 750 000 $   | Dur (int.)   | Rajeev Ram Joe Salisbury                  | Nikola Mektić Mate Pavić                     | 7-64, 6-4                  | Tableau |

### Double mixte
| No | Date       | Nom et lieu du tournoi      | Catégorie | Dotation    | Surface      | Vainqueurs                     | Finalistes                              | Score            |         |
| -- | ---------- | --------------------------- | --------- | ----------- | ------------ | ------------------------------ | --------------------------------------- | ---------------- | ------- |
| 1  | 17/01/2022 | Australian Open Melbourne   | G. Chelem | 682 000 AU$ | Dur (ext.)   | Kristina Mladenovic Ivan Dodig | Jaimee Fourlis Jason Kubler             | 6-3, 6-4         | Tableau |
| 2  | 22/05/2022 | Roland-Garros Paris         | G. Chelem | 475 000 €   | Terre (ext.) | Ena Shibahara Wesley Koolhof   | Ulrikke Eikeri Joran Vliegen            | 7-65, 6-2        | Tableau |
| 3  | 01/07/2022 | The Championships Wimbledon | G. Chelem | 432 000 £   | Gazon (ext.) | Desirae Krawczyk Neal Skupski  | Samantha Stosur Matthew Ebden           | 6-4, 6-3         | Tableau |
| 4  | 29/08/2022 | US Open Flushing Meadows    | G. Chelem | 667 700 $   | Dur (ext.)   | Storm Sanders John Peers       | Kirsten Flipkens Édouard Roger-Vasselin | 4-6, 6-4, [10-7] | Tableau |

### Compétitions par équipes
|  | Équipe 1 | Score | Équipe 2 |  |
|  | Espagne  | 0 – 2 | Canada   |  |

| Ordre des matchs | Joueurs               | Points au premier set | Points au second set | Points au troisième set |
| ---------------- | --------------------- | --------------------- | -------------------- | ----------------------- |
| 1                | Pablo Carreño Busta   | 4                     | 3                    |                         |
| 1                | Denis Shapovalov      | 6                     | 6                    |                         |
|                  |                       |                       |                      |                         |
| 2                | Roberto Bautista-Agut | 63                    | 3                    |                         |
| 2                | Félix Auger-Aliassime | 7                     | 6                    |                         |
|                  |                       |                       |                      |                         |
| 3                |                       | Non                   | joué                 |                         |
| 3                |                       |                       |                      |                         |

|  | Équipe 1 | Score | Équipe 2  |  |
|  | Canada   | 2 – 0 | Australie |  |

| Ordre des matchs | Joueurs                                | Points au premier set | Points au second set | Points au troisième set |
| ---------------- | -------------------------------------- | --------------------- | -------------------- | ----------------------- |
| 1                | Denis Shapovalov                       | 6                     | 6                    |                         |
| 1                | Thanasi Kokkinakis                     | 2                     | 4                    |                         |
|                  |                                        |                       |                      |                         |
| 2                | Félix Auger-Aliassime                  | 6                     | 6                    |                         |
| 2                | Alex de Minaur                         | 3                     | 4                    |                         |
|                  |                                        |                       |                      |                         |
| 3 (sans enjeu)   | Félix Auger-Aliassime - Vasek Pospisil | Non                   | joué                 |                         |
| 3 (sans enjeu)   | Max Purcell - Jordan Thompson          |                       |                      |                         |

## Informations statistiques
Ne comptant pas au palmarès officiel des joueurs, les Next Generation ATP Finals ne figurent pas dans cette section.
| Catégorie        | Surface    | Surface | Surface | Total |
| Catégorie        | Dur (int.) | Terre   | Gazon   | Total |
| Grand Chelem     | 2          | 1       | 1       | 4     |
| ATP Finals       | 1 (1)      | 0       | 0       | 1     |
| ATP Masters 1000 | 5 (1)      | 3       | 0       | 8     |
| ATP 500          | 8 (4)      | 3       | 2       | 13    |
| ATP 250          | 23 (10)    | 14      | 5       | 42    |
| Total            | 39 (16)    | 21      | 8       | 68    |

### En simple
Mis à jour le 26/12/2022 
| Joueur          | Période                    | Semaines | Cumul |
| --------------- | -------------------------- | -------- | ----- |
| Novak Djokovic  | 1er janvier - 27 février   | 8        | 8     |
| Daniil Medvedev | 28 février - 20 mars       | 3        | 3     |
| Novak Djokovic  | 21 mars - 12 juin          | 12       | 20    |
| Daniil Medvedev | 13 juin - 11 septembre     | 13       | 16    |
| Carlos Alcaraz  | 12 septembre - 31 décembre | 16       | 16    |

| Joueur                | Nombre | Titre(s)                                              |
| --------------------- | ------ | ----------------------------------------------------- |
| Carlos Alcaraz        | 5      | Rio de Janeiro, Miami, Barcelone, Madrid & US Open    |
| Novak Djokovic        | 5      | Rome, Wimbledon, Tel Aviv, Astana & Masters           |
| Félix Auger-Aliassime | 4      | Rotterdam, Florence, Anvers & Bâle                    |
| Rafael Nadal          | 4      | Melbourne, Open d'Australie, Acapulco & Roland-Garros |
| / Andrey Rublev       | 4      | Marseille, Dubaï, Belgrade & Gijón                    |
| Taylor Fritz          | 3      | Indian Wells, Eastbourne & Tokyo                      |
| Holger Rune           | 3      | Munich, Stockholm & Paris-Bercy                       |
| Casper Ruud           | 3      | Buenos Aires, Genève & Gstaad                         |
| Roberto Bautista-Agut | 2      | Doha & Kitzbühel                                      |
| Matteo Berrettini     | 2      | Stuttgart & Queen's                                   |
| Daniil Medvedev       | 2      | Cabo San Lucas & Vienne                               |
| Lorenzo Musetti       | 2      | Hambourg & Naples                                     |
| Cameron Norrie        | 2      | Delray Beach & Lyon                                   |
| Reilly Opelka         | 2      | Dallas & Houston                                      |
| Stéfanos Tsitsipás    | 2      | Monte-Carlo & Majorque                                |
| Sebastián Báez        | 1      | Estoril                                               |
| Alexander Bublik      | 1      | Montpellier                                           |
| Pablo Carreño Busta   | 1      | Montréal                                              |
| Francisco Cerúndolo   | 1      | Båstad                                                |
| Borna Ćorić           | 1      | Cincinnati                                            |
| Maxime Cressy         | 1      | Newport                                               |
| Alex de Minaur        | 1      | Atlanta                                               |
| David Goffin          | 1      | Marrakech                                             |
| Hubert Hurkacz        | 1      | Halle                                                 |
| Marc-Andrea Hüsler    | 1      | Sofia                                                 |
| Aslan Karatsev        | 1      | Sydney                                                |
| Thanasi Kokkinakis    | 1      | Adélaïde 2                                            |
| Nick Kyrgios          | 1      | Washington                                            |
| Pedro Martínez        | 1      | Santiago                                              |
| Gaël Monfils          | 1      | Adélaïde 1                                            |
| Adrian Mannarino      | 1      | Winston-Salem                                         |
| Brandon Nakashima     | 1      | San Diego                                             |
| Yoshihito Nishioka    | 1      | Séoul                                                 |
| Albert Ramos-Viñolas  | 1      | Córdoba                                               |
| Jannik Sinner         | 1      | Umag                                                  |
| Lorenzo Sonego        | 1      | Metz                                                  |
| João Sousa            | 1      | Pune                                                  |
| Tim van Rijthoven     | 1      | Bois-le-Duc                                           |

| Joueur                | Début de carrière | Premier titre |
| --------------------- | ----------------- | ------------- |
| Félix Auger-Aliassime | 2016              | Rotterdam     |
| Sebastián Báez        | 2019              | Estoril       |
| Alexander Bublik      | 2016              | Montpellier   |
| Francisco Cerúndolo   | 2018              | Båstad        |
| Maxime Cressy         | 2019              | Newport       |
| Marc-Andrea Hüsler    | 2015              | Sofia         |
| Thanasi Kokkinakis    | 2013              | Adélaïde 2    |
| Pedro Martínez        | 2014              | Santiago      |
| Lorenzo Musetti       | 2019              | Hambourg      |
| Brandon Nakashima     | 2019              | San Diego     |
| Holger Rune           | 2019              | Munich        |
| Tim van Rijthoven     | 2015              | Bois-le-Duc   |

| Pays        | Total | Nombre par surface | Nombre par surface | Nombre par surface | Titre(s) |
| Pays        | Total | Dur                | Terre              | Gazon              | Titre(s) |
| Espagne     | 14    | 8                  | 6                  | 0                  | Melbourne, Open d'Australie, Córdoba, Rio de Janeiro, Doha, Acapulco, Santiago, Miami, Barcelone, Madrid, Roland-Garros, Kitzbühel, Montréal & US Open |
| États-Unis  | 7     | 4                  | 1                  | 2                  | Dallas, Indian Wells, Houston, Eastbourne, Newport, San Diego & Tokyo                                                                                  |
| Italie      | 6     | 1                  | 2                  | 2                  | Stuttgart, Queen's, Hambourg, Umag, Metz & Naples |
| Serbie      | 5     | 3                  | 1                  | 1                  | Rome, Wimbledon, Tel Aviv, Astana & Masters |
| Canada      | 4     | 4                  | 0                  | 0                  | Rotterdam, Florence, Anvers & Bâle |
| Australie   | 3     | 3                  | 0                  | 0                  | Adélaïde 2, Atlanta & Washington |
| Russie      | 3     | 3                  | 0                  | 0                  | Sydney, Marseille & Dubaï |
| Danemark    | 3     | 2                  | 1                  | 0                  | Munich, Stockholm & Paris-Bercy |
| Norvège     | 3     | 0                  | 3                  | 0                  | Buenos Aires, Genève & Gstaad |
| Argentine   | 2     | 0                  | 2                  | 0                  | Estoril & Båstad |
| France      | 2     | 2                  | 0                  | 0                  | Adélaïde 1 & Winston-Salem |
| Grèce       | 2     | 0                  | 1                  | 1                  | Monte-Carlo & Majorque |
| Royaume-Uni | 2     | 1                  | 1                  | 0                  | Delray Beach & Lyon |
| Belgique    | 1     | 0                  | 1                  | 0                  | Marrakech |
| Croatie     | 1     | 1                  | 0                  | 0                  | Cincinnati |
| Japon       | 1     | 1                  | 0                  | 0                  | Séoul |
| Kazakhstan  | 1     | 1                  | 0                  | 0                  | Montpellier |
| Pays-Bas    | 1     | 0                  | 0                  | 1                  | Bois-le-Duc |
| Pologne     | 1     | 0                  | 0                  | 1                  | Halle |
| Portugal    | 1     | 1                  | 0                  | 0                  | Pune |
| Suisse      | 1     | 1                  | 0                  | 0                  | Sofia |

### En double
Mis à jour le 26/12/2022
| Joueur                      | Période                   | Semaines | Cumul |
| --------------------------- | ------------------------- | -------- | ----- |
| Mate Pavić                  | 1er janvier - 3 avril     | 13       | 13    |
| Joe Salisbury               | 4 avril - 2 octobre       | 26       | 26    |
| Rajeev Ram                  | 3 octobre - 6 novembre    | 5        | 5     |
| Wesley Koolhof              | 7 novembre - 13 novembre  | 1        | 1     |
| Wesley Koolhof Neal Skupski | 14 novembre - 26 décembre | 7        | 8 7   |

| Joueur               | Nombre | Titres                                                                   |
| -------------------- | ------ | ------------------------------------------------------------------------ |
| Wesley Koolhof       | 7      | Melbourne, Adélaïde 2, Doha, Madrid, Bois-le-Duc, Montréal & Paris-Bercy |
| Neal Skupski         | 7      | Melbourne, Adélaïde 2, Doha, Madrid, Bois-le-Duc, Montréal & Paris-Bercy |
| Mate Pavić           | 6      | Rome, Genève, Stuttgart, Queen's, Eastbourne & Astana                    |
| Rafael Matos         | 5      | Santiago, Marrakech, Majorque, Båstad & Sofia                            |
| Nikola Mektić        | 5      | Rome, Genève, Queen's, Eastbourne & Astana                               |
| David Vega Hernández | 4      | Marrakech, Majorque, Båstad & Sofia                                      |
| Rajeev Ram           | 4      | Monte-Carlo, Cincinnati, US Open & Masters                               |
| Joe Salisbury        | 4      | Monte-Carlo, Cincinnati, US Open & Masters                               |
| Marcelo Arévalo      | 4      | Dallas, Delray Beach, Roland-Garros & Stockholm                          |
| Jean-Julien Rojer    | 4      | Dallas, Delray Beach, Roland-Garros & Stockholm                          |
| Rohan Bopanna        | 3      | Adélaïde 1, Pune & Tel Aviv                                              |
| Ivan Dodig           | 3      | Lyon, Naples & Bâle                                                      |
| Matthew Ebden        | 3      | Houston, Wimbledon & Winston-Salem                                       |
| Austin Krajicek      | 3      | Lyon, Naples & Bâle                                                      |
| Nick Kyrgios         | 3      | Open d'Australie, Atlanta & Washington                                   |
| Andrés Molteni       | 3      | Córdoba, Buenos Aires & Gijón                                            |
| Simone Bolelli       | 2      | Rio de Janeiro & Umag                                                    |
| William Blumberg     | 2      | Newport & Cabo San Lucas                                                 |
| Francisco Cabral     | 2      | Estoril & Gstaad                                                         |
| Fabio Fognini        | 2      | Rio de Janeiro & Umag                                                    |
| Santiago González    | 2      | Córdoba & Buenos Aires                                                   |
| Hubert Hurkacz       | 2      | Miami & Stuttgart                                                        |
| John Isner           | 2      | Indian Wells & Miami                                                     |
| Thanasi Kokkinakis   | 2      | Open d'Australie & Atlanta                                               |
| Kevin Krawietz       | 2      | Barcelone & Munich                                                       |
| Nathaniel Lammons    | 2      | San Diego & Séoul                                                        |
| Nicolas Mahut        | 2      | Montpellier & Florence                                                   |
| Matwé Middelkoop     | 2      | Rotterdam & Tel Aviv                                                     |
| Andreas Mies         | 2      | Barcelone & Munich                                                       |
| Max Purcell          | 2      | Houston & Wimbledon                                                      |
| Ramkumar Ramanathan  | 2      | Adélaïde 1 & Pune                                                        |
| Jack Sock            | 2      | Indian Wells & Washington                                                |

| Joueur                  | Début de carrière | Premier titre  |
| ----------------------- | ----------------- | -------------- |
| Nuno Borges             | 2013              | Estoril        |
| Francisco Cabral        | 2014              | Estoril        |
| Tallon Griekspoor       | 2015              | Anvers         |
| Miomir Kecmanović       | 2017              | Cabo San Lucas |
| Nathaniel Lammons       | 2016              | San Diego      |
| Pedro Martínez          | 2014              | Kitzbühel      |
| Mackenzie McDonald      | 2016              | Tokyo          |
| Denys Molchanov         | 2005              | Marseille      |
| Max Purcell             | 2016              | Houston        |
| Ramkumar Ramanathan     | 2014              | Adélaïde 1     |
| Stéfanos Tsitsipás      | 2015              | Acapulco       |
| Botic van de Zandschulp | 2016              | Anvers         |

| Pays               | Nombre | Titres |
| ------------------ | ------ | --- |
| États-Unis         | 15     | Indian Wells, Miami, Monte-Carlo, Lyon, Newport, Washington, Cabo San Lucas, Cincinnati, US Open, San Diego, Séoul, Tokyo, Naples, Bâle & Masters      |
| Pays-Bas           | 14     | Melbourne, Adélaïde 2, Rotterdam, Dallas, Doha, Delray Beach, Madrid, Roland-Garros, Bois-le-Duc, Montréal , Tel Aviv, Anvers, Stockholm & Paris-Bercy |
| Royaume-Uni        | 13     | Melbourne, Adélaïde 2, Doha, Monte-Carlo, Madrid, Bois-le-Duc, Hambourg, Montréal, Cincinnati, Winston-Salem, US Open, Paris-Bercy & Masters           |
| Croatie            | 9      | Rome, Genève, Lyon, Stuttgart, Queen's, Eastbourne, Astana, Naples & Bâle                                                                              |
| Australie          | 7      | Sydney, Open d'Australie, Houston, Wimbledon, Atlanta, Washington & Winston-Salem                                                                      |
| Espagne            | 7      | Acapulco, Marrakech, Halle, Majorque, Båstad, Kitzbühel & Sofia                                                                                        |
| Brésil             | 6      | Santiago, Marrakech, Majorque, Båstad, Sofia & Tokyo                                                                                                   |
| Argentine          | 4      | Córdoba, Buenos Aires, Halle & Gijón |
| Salvador           | 4      | Dallas, Delray Beach, Roland-Garros & Stockholm |
| Allemagne          | 3      | Dubaï, Barcelone & Munich |
| Italie             | 3      | Rio de Janeiro, Kitzbühel & Umag |
| Inde               | 3      | Adélaïde 1, Pune & Tel Aviv |
| Pologne            | 3      | Miami, Stuttgart & Metz |
| France             | 2      | Montpellier & Florence |
| Mexique            | 2      | Córdoba & Buenos Aires |
| Portugal           | 2      | Estoril & Gstaad |
| Afrique du Sud     | 1      | Séoul |
| Autriche           | 1      | Vienne |
| Bosnie-Herzégovine | 1      | Gstaad |
| Équateur           | 1      | Belgrade |
| Finlande           | 1      | Hambourg |
| Grèce              | 1      | Acapulco |
| Monaco             | 1      | Metz |
| Nouvelle-Zélande   | 1      | Dubaï |
| Russie             | 1      | Marseille |
| Serbie             | 1      | Cabo San Lucas |
| Slovaquie          | 1      | Sydney |
| Ukraine            | 1      | Marseille |
| Uruguay            | 1      | Belgrade |

## Retraits du circuit
Date du dernier match ou de l'annonce entre parenthèses.
- Serhiy Stakhovsky (11/01/2022)[6]
- Rogerio Dutra Silva (16/02/2022)[7]
- Frederik Nielsen (05/03/2022)[8]
- Dominic Inglot (10/03/2022)[9]
- Yannick Maden (26/03/2022)[10]
- Alejandro González (31/03/2022)[11]
- Tommy Robredo (18/04/2022)[12]
- Kevin Anderson (03/05/2022)[13]
- Marc López (04/05/2022)[14]
- Jo-Wilfried Tsonga (24/05/2022)[15]
- Philipp Kohlschreiber (22/06/2022)[16]
- Ken Skupski (04/07/2022)
- Tobias Kamke (19/07/2022)
- Sam Querrey (31/08/2022)[17]
- Nicholas Monroe (02/09/2022)
- Bruno Soares (02/09/2022)[18]
- Aljaž Bedene (18/09/2022)[19]
- Blaž Kavčič (18/09/2022)[19]
- Roger Federer (23/09/2022)[20]
- Jonathan Erlich (28/09/2022)[21]
- Go Soeda (01/10/2022) [22]
- Ruben Bemelmans (17/10/2022)[23]
- Andreas Seppi (25/10/2022) [24]
- Gilles Simon (03/11/2022)[25]
- Oliver Marach (22/12/2022)
- Mischa Zverev (fin de saison)